# Птолемей I
Птолемей I Сотер (на гръцки: Πτολεμαῖος Σωτήρ), известен и като Птолемей Лаг е стратег (пълководец) на Александър Македонски и негов наместник в Египет, а след смъртта му един от диадохите („наследниците“), като впоследствие става владетел на Египет (306 г. пр. Хр.– 285 г. пр. Хр. и основава Династията на Птолемеите. След 305 г. пр. Хр. се титулува като василевс и фараон.
Птолемей е син на Арсиноя Македонска, правнучка на македонския цар Аминта I от династията на Аргеадите. Баща му е Лаг, македонски благородник. Според някои източници Арсиноя е била първо конкубина на македонския цар Филип II и е била бременна от него с Птолемей, когато се омъжила за Лаг (Лагос).
Не би било невероятно да се допусне, че бъдещият цар Птолемей I е нелегитимен син на Филип II Македонски и брат на Александър Велики. Птолемей е доверен военачалник на Александър и един от седемте най-близки негови телохранители. Птолемей съпътства Александър при посещението му на оракула в оазиса Сива, където Александър е прокламиран за син на Зевс и Амон. Птолемей по-късно се отличава при кампаниите в Афганистан и Индия и при залавянето на узурпатора Бес.
След смъртта на Александър Велики през 323 г. пр. Хр. във Вавилон, Птолемей е назначен за сатрап (губернатор) на Египет.

## Диадох и наместник на Египет
Огромната държава, завещана от Александър, се падала на неговия умствено недоразвит полубрат Филип III Аридей и новородения му син от согдийската принцеса Роксана Александър IV, подкрепяни съответно от регентите Антипатър в Македония и Пердика във Вавилон. Отсъствието на силна власт, центробежните процеси и амбициите на многобройните военачалници и наместници, обрекли Александровата империя на бързо разпадане. Настъпвала ерата на Диадохите.
Давайки си сметка за предстоящите борби за власт, Птолемей побързва да осигури своите военно-политически позиции като фактически владетел на богатата Египетска сатрапия. От самото начало той привлича подкрепата на местното египетско жречество, чието влияние вътре в страната винаги е било от първостепенна важност за успешното управление на всеки фараон. Нещо повече – съумява да обедини идеологически интересите на македонските военни заселници и египетското население, като организира култа към Александър като божество.
Птолемей пресреща траурната процесия на Александър и прибира тялото му, което по-късно е поставено в златен саркофаг, изложен за поклонение в основания от него град Александрия. Това предизвиква регента Пердика да започне война срещу Птолемей през 321 г. пр. Хр., но той претърпява неуспех при опита си да форсира западния ръкав на Делтата на Нил и в следващата година е убит от войниците си.
Птолемей отклонява предложението на останалите диадохи да бъде обявен за регент, окупира Киренайка, Кипър и по-късно Юдея и Сирия (318 г. пр. Хр.). Той води конфликт с променлив успех срещу друг влиятелен диадох – Антигон I Монофталм за контрола на Сирия и Кипър. През 312 г. пр. Хр. Птолемей помага на Селевк да се установи като управител във Вавилон и заедно побеждават армията на Деметрий, синът на Антигон, в битката при Газа.
След като сключва нетраен мир с Анигон Монофталм, през 309 г. пр. Хр. Птолемей лично ръководи военноморска кампания по крайбрежието на Ликия и Кария, поддържащи Антигон, през 308 г. пр. Хр. дебаркира в Гърция, където временно овладява Коринт и няколко града в Пелопонес. В 306 г. пр. Хр. флотът на Мелеагър, братът на Птолемей, търпи поражение от Деметрий Антигонид при Кипър и островът е изгубен. Тогава Антигон и Деметрий приемат царски титли (василевс), формално узаконяващи фактическото положение на новообособилите се елинистически държави. Следвайки примера им, на свой ред и останалите диадохи – Птолемей, Лизимах и Селевк също се обявяват за царе.

## Фараон и владетел
След като завзема Кипър, Антигон I Монофталм прави неуспешен опит да навлезе в Египет. Птолемей I поддържа съюз с Родос, който присъжда на египетския владетел почетната титла Сотер („Спасител“) за оказаната помощ срещу антигонидовата армия на Деметрий по време на обсадата през 305/4 г. пр. Хр.
В края на Четвъртата война на Диадохите (308 – 301 г. пр. Хр.) Антигон е разгромен и загива в битката при Ипсос, Фригия, през 301 г. пр. Хр. Коалицията на Лизимах, Селевк и Птолемей поделя неговите владения в Мала Азия, като Птолемей е принуден да отстъпи Сирия на Селевк, но запазва Киликия и възвръща Кипър през 295/4 г. пр. Хр. През 300 г. пр. Хр. е потушено петгодишното въстание на Киренайка и там е поставен да се разпорежда Магас, доведен син на Птолемей I.
В следващите години от царуването си Птолемей обръща повече внимание на организацията и управлението на своето царство, отколкото на външната политика. Въвежда култа към Серапис, ново елинистическо божество, обединява почитането на Зевс и Амон, покровителства изкуството и науката. Столицата Александрия става може би най-важният културен център на елинистическия свят. Там живеят и творят не само редица именити поети и артисти, но също така и много велики учени, математици, философи, лекари и изследователи. Александрия се разраства неимоверно и става един от най-големите и благоустроени градове в Античността. Издигнат е известният Александрийски фар, основана е огромната Александрийска библиотека, както и множество научни академии и музеи.

### Наследници
През 289 г. пр. Хр. Птолемей I Сотер номинира за свой наследник Птолемей II Филаделф, негов син от царица Беренике I, по произход македонска аристократка. Най-възрастният легитимен син на Птолемей I – Птолемей Керавън, роден от Евридика I, дъщеря на Антигон Монофталм, е лишен от престолонаследието и отива в Тракия при Лизимах, а по-късно убива Селевк I. Птолемей I абдикира през 285 г. пр. Хр. в полза на сина си Птолемей II и умира през 282 г. пр. Хр. на 85-годишна възраст.
Подобно на древните фараони, Птолемей, неговото семейство и наследници получават божествена почит и преклонение от страна на местното египетско население. Следващите владетели, въпреки че носят официалното име на основателя на династията, приемат също така както гръцки, така и египетски имена и епитети. Птолемеевата династия управлява Египет до края на елинистическата епоха и завладяването от Рим през 31 г. пр. Хр.

## Бракове и фамилия
През 324 г. пр. Хр. Птолемей по желание на Александър се жени за персийската принцеса Артакама, чиято по-нататъшна съдба не е известна.
От връзката му с Таис той има трите известни деца:
- Леонтискос
- Лагос
- Ирена, ∞ за кипърския градски цар Евност от Солой

Между 322 г. пр. Хр. и 319 г. пр. Хр. Птолемей се жени за Евридика, дъщеря на Антипатър. С нея той има м.др. децата:
- Птолемей Керавън († 279 г. пр. Хр.), цар на Македония
- Мелеагър, цар на Македония
- Лизандра,
  - ∞ за Александър V, цар на Македония
  - ∞ за Агатокъл, син на Лизимах
- Птолемаида, ∞ за Деметрий Полиоркет

317 г. пр. Хр. Птолемей се жени трети път за Беренике I, която е от свитата на Евридика. С нея той има децата:
- Арсиноя II (ок. 316 – 270 г. пр. Хр.), ∞ за Лизимах
- Птолемей II Филаделф (308 – 246 г. пр. Хр.), цар на Египет (285 – 246 г. пр. Хр.)
- Филотера

Освен това изглежда той има една доведена дъщеря, Теоксена, която е дъщеря на Беренике и той я омъжва 295 г. пр. Хр. за Агатокъл от Сиракуза.